# HD221127
HD221127 — хімічно пекулярна зоря спектрального класу
F6 й має видиму зоряну величину в смузі V приблизно  9,1.